# Supertajná zbraň
Supertajná zbraň (v anglickém originále Steel) je americký akční sci-fi film z roku 1997, který natočil Kenneth Johnson. Snímek vychází z komiksů o Steelovi, vydávaných vydavatelstvím DC Comics. Rozpočet filmu činil 16 milionů dolarů. V USA byl snímek do kin uveden 15. srpna 1997 a utržil zde 1,7 milionů dolarů.

## Příběh
Poručík John Henry Irons vyvíjí pro americké vojsko laserové zbraně, ochrannou zbroj a sonická děla. Při ukázkových testech však jeden z vojáků, Nathaniel Burke, přetíží sonický kanón, jehož výstřel zraní mnoho lidí, včetně Ironsovy kolegyně Susan Sparksové. Irons po nehodě odejde z armády, Sparksová je upoutána na invalidní vozík a Burke začne plánovat, jak prodávat Ironsovy zbraně pouličním gangům v Los Angeles. Irons je svědkem jednoho jejich loupežného přepadení a protože pozná svoje zbraně, rozhodne se bojovat pro gangům a proti Burkeovi. S pomocí Sparksové a strejdy Joea si vytvoří železnou zbroj s výzbrojí a stane se Steelem.

## Obsazení
- Shaquille O'Neal jako John Henry Irons / Steel
- Annabeth Gish jako Susan „Sparky“ Sparksová
- Richard Roundtree jako strejda Joe
- Irma P. Hall jako babi Odessa
- Ray J jako Martin
- Hill Harper jako Slats
- Judd Nelson jako Nathaniel Burke
- Charles Napier jako plukovník David
- Thom Barry jako seržant Marcus
- Kerrie Keane jako senátor Nolan
- Tembi Locke jako Norma
- Eric Pierpoint jako major
- Gary Graham jako detektiv